# トリップ・ホーキンス

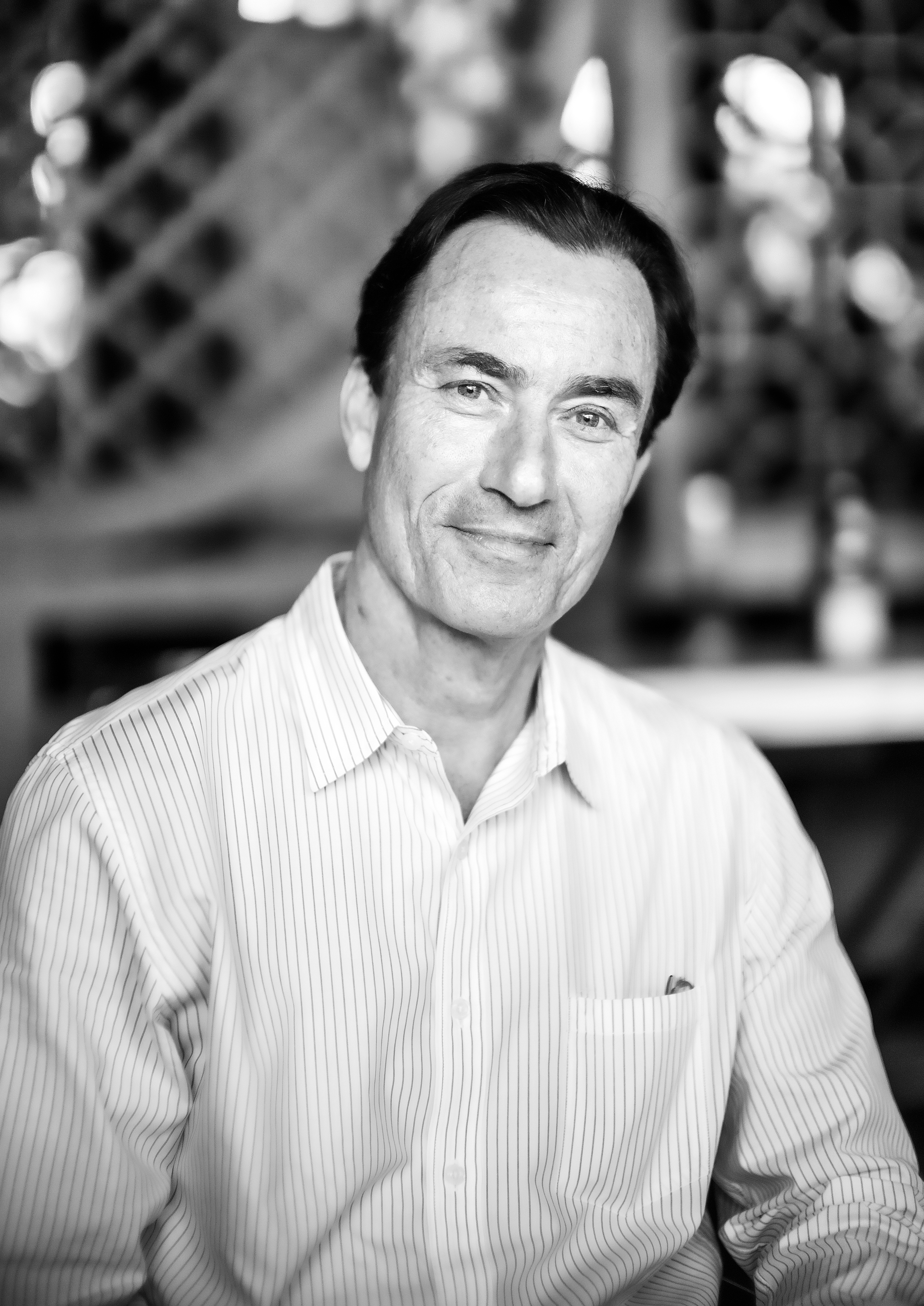
トリップ・ホーキンス

ウィリアム・マレー・"トリップ"・ホーキンス3世（William Murray "Trip" Hawkins III, 1953年12月28日 - ）はアメリカの実業家。南カリフォルニアに生まれた。

## 来歴
1972年、ハーバード大学在学中に卓上ゲームを作ったのをきっかけにゲーム産業へ興味を持つようになる。父親から5000ドルを借り受け、アキュスタットという自作ゲームの通信販売会社を立ち上げたが、あまりうまくいかなかった。
1976年、スティーブ・ジョブズとマイク・マークラの勧誘によってAppleに入社。同社が雇った最初のMBA（経営学修士）社員であり、同社の全株式の0.5％を与えられた。Apple IIの大ヒット等でこの株式は数年とたたずに莫大な価値になり、ホーキンスはこの株式を売却して、独立のための資金とした。
その後、Appleを退社し1982年1月1日にアメージング・ソフトウェア（翌1983年に社名を現在のエレクトロニック・アーツに変更）を立ち上げ、ハリウッドスタイルの経営方針をゲーム業界で初めて採用し、数年で全米トップクラスのソフトメーカーに成長させる。
1992年末にはEAを離れて新たに3DO社を立ち上げ、家庭用テレビゲーム機市場に乗り出したが事業は軌道に乗らず、1998年5月にはハードウェア事業から撤退。以降はゲームソフト事業のみに注力したが、2003年に倒産。
その後、携帯電話用ゲームに特化した、デジタル・チョコレートを設立したが、2012年5月に退任。